# Chapa e cruz
Chapa e cruz é uma expressão regional típica da cidade brasileira de Cuiabá, no estado de Mato Grosso, que designa o cuiabano autêntico, "puro de origem", similar às expressões carioca da gema e gaúcho pêlo-duro. Uma origem dessa expressão seria a interpretação popular do brasão, sendo chapa referência à parte metálica do brasão e cruz ao desenho provavelmente mais comum dele. Outra hipótese é a que chapa represente a certidão de nascimento e cruz a de óbito, simbolizando o nascimento em Cuiabá e o desejo de lá morrer.